# Niels Helweg-Larsen
Niels Johan Helweg-Larsen (4. december 1911 i København − 26. december 2008 i Gentofte) var en dansk forlægger, forlagsboghandler og forfatter, bror til Else-Merete Ross og Jørgen Helweg-Larsen.
Han var søn af overretssagfører Albert Helweg-Larsen, blev student 1929 fra Metropolitanskolen og tog filosofikum 1930. Han stod i lære hos G.E.C. Gad i København 1930-33, fik videre uddannelse i Zürich og London 1933-34 og var ansat hos Andr. Fred. Høst & Søn 1935-37.
Helweg-Larsen overtog i 1937 forlagsboghandlen Thaning & Appel (grundlagt 1866). Fire år senere blev Godfred Hartmann partner i firmaet. I 1960 blev Helweg-Larsen direktør i firmaet.
Efter Anden Verdenskrig blev boghandlen frasolgt, og Thaning & Appel udviklede sig til et af de toneangivende danske forlag med en kulturradikal udgivelseslinie. Berømt blev udgivelsen af John Cleland's Fanny Hill fra 1965. Det førte til en højesteretssag om utugt! I 1968 forlod Godfred Hartmann forlaget og Helweg-Larsen førte det videre alene frem til 1977, hvor det blev en del af Kroghs Forlag A/S. Efter endt forlagsvirksomhed udsendte han flere erindringsbøger – samt biografierne Min søster Else-Merete (om søsteren Else-Merete Ross) og Flemingway (om halvfætteren Flemming Helweg-Larsen).
Han var medlem af repræsentantskabet for Den Danske Forlæggerforening 1947-48, af bestyrelsen for Fællesekspeditionen AmbA og A/S Københavns Hippodrom.
Han er begravet på Sorgenfri Kirkegård.

## Værker
- Min søster Else-Merete (2006)
- Forsvundne tider (2005)
- Tidens krumning (2002)
- I al beskedenhed (2001)
- Flemingway (1998)
- Lykke på rejsen (1996)
- Muntre minder – og mindre muntre (1980)
- Mit navn er Nillikum (1979)
- Thaning & Appel (1966) (Skrevet i samarbejde med Godfred Hartmann)